# Cold (gruppo musicale)
I Cold sono un gruppo musicale alternative metal statunitense, formatosi nel 1986 a Jacksonville, Florida.
Con due dischi d'oro certificati, il gruppo ha venduto più di due milioni di copie dei loro album solo negli Stati Uniti d'America.

## Storia

### Inizi e album omonimo (1986-2000)
I Cold, che ai tempi eran conosciuti come Grundig, si formarono nel 1986 con la seguente formazione: Scooter Ward (voce e chitarra), Sam McCandless (batteria), Jeremy Marshall (basso) e Matt Loughran (chitarra). La band, originaria di Jacksonville, si spostò ad Atlanta, sperando di irrompere nell'industria musicale. Durante questo periodo Matt Loughran lasciò la band e fu presto rimpiazzato da Sean Lay, che lasciò poco dopo la band. Con l'ingresso di Kelly Hayes, la band lasciò Atlanta per ritornare in Florida.
Colui che seguì i progressi della band nella scena di Jacksonville fu Fred Durst, cantante dei Limp Bizkit. Impressionato da ciò che ascoltò, Durst invitò Ward a registrare due canzoni acustiche, “Check Please” e “Ugly”.I demo dei due pezzi vennero passati a Ross Robinson, ed anche lui rimase impressionato da ciò che ascolto, e diresse gli appena rinominati Cold nella registrazione del loro primo omonimo album Cold, che fu realizzato nel 1998. Il disco fu un successo minore per la A&M Records, adesso un'etichetta sotto l'egida della Interscope Records.

### 13 Ways to Bleed on Stage(2000 - 2002)
Seguendo il successo underground di Cold, la Geffen Records mise sotto contratto la band e finanziò il loro secondo album 13 Ways to Bleed on Stage, che fu realizzato nel 2000. Prima di registrare l'album, la band reclutò il chitarrista locale Terry Balsamo, che per un periodo suonò nei Limp Bizkit. Questa mossa facilitò Scooter (che fino ad allora oltre a cantare si occupò anche di suonare la chitarra ritmica) dando lui la possibilità di concentrarsi maggiormente a cantare e ad interagire di più con il pubblico. 13 Ways to Bleed on Stage dimostrò di essere l'album della svolta per i Cold, con singoli di successo come “End of the World” e “No One” suonati frequentemente dalle radio hard rock. Anche “Just Got Wicked” fu una sorprendente hit, tant'è che venne inserita nella colonna sonora del videogioco Jet Grind Radio, che aiutò a far aumentare il loro fan-base. Nell'Aprile del 2002 la band pubblicò un nuovo pezzo “Gone Away”, una ballad sorprendente. La prima apparizione del brano fu nella compilation WWF Tought Enough, accompagnata da un video di successo.

### Year of the Spider(2002-2004)
Dopo il successo di 13 Ways to Bleed on Stage, la Geffen pubblicò il loro terzo album intitolato Year of the Spider, che fu realizzato nel 2003. L'album è stato finora il più grande successo commerciale della band, debuttando direttamente al numero 3 della Billboard Album Chart, con più di 101 000 copie vendute soltanto nella prima settimana. Il primo singolo estratto dall'album “Stupid Girl”, è stato l'unico singolo dei Cold ad irrompere nella Billboard Hot 100, piazzandosi al numero 87. A seguito della realizzazione del secondo singolo estratto dall'album “Suffocate” nelle stazioni radio, il piano era di produrre un video che accompagnasse la canzone. Tuttavia, per ragioni sconosciute, la Geffen si rifiutò di fare il video,o promuovere l'album ulteriormente. La situazione di stallo con l'etichetta portò della frustrazione all'interno della band, e agli inizi del 2004 Terry Balsamo lasciò la band, entrando negli Evanescence in sostituzione di Ben Moody. Balsamo fu presto rimpiazzato dall'ex chitarrista dei Darwin Waiting Room, Eddie Rendini.
Nel 2004 anche Kelly Hayes lasciò la band. Una settimana dopo la dipartita, Hayes confermò l'ingresso come chitarrista nella band hard rock di Jacksonville chiamata Allele. Dopo la seconda dipartita in così poco tempo, la band ha compiuto sforzi per pubblicare il nuovo singolo “Wasted Years”, terzo estratto dall'ultimo album “Year of the Spider”. Tuttavia la Geffen rimase fedele alla loro promessa fatta in precedenza, di non finanziare o promuovere ulteriormente l'album (nonostante ciò l'album fu certificato successivamente disco d'oro).
Successivamente, a metà 2004 la band chiese di sciogliere il contratto che li vedeva legati alla Geffen Records. In questo periodo i Cold hanno registrato la colonna sonora per il videogioco Psi-Ops: The Mindgate Conspiracy, comprendente le seguenti canzoni: "With My Mind", "Came All the Way", "Just Got Wicked (Chris Vrenna Remix)", e "Go Away (Chris Vrenna Eye Socket Remix)" e si imbarcò in un breve tour con i Sevendust, in supporto di “With My Mind” , il nuovo singolo Cd. Si esibirono anche all'E3 per promuovere il gioco, ma la canzone non è mai stata pubblicata su nessuno dei loro album.

### A Different Kind of Pain(2004-2006)
Nel settembre del 2004 la band aveva già aggiunto Matt Loughran (chitarra) nelle proprie file e firmato un nuovo contratto con la Atlantic Records (divisione Lava Records) e programmato l'uscita di un nuovo album.
L'album doveva essere prodotto da Elvis Baskette e previsto per essere pubblicato nel dicembre 2004. Tuttavia, i Cold subirono un altro colpo con la dipartita del loro terzo chitarrista in un anno, Eddie Rendini ed i Cold si separarono per ragioni sconosciute. Il nuovo album era previsto per essere pubblicato nella primavera del 2005. Prima di pubblicare l'album, i Cold tornarono in studio per registrare altri brani. L'album originariamente intitolato And a Sad Song Lives On, fu poi cambiato in The Calm that Killed the Storm, e la presunta data di uscita fu spostata il 13 settembre 2005.
Nel giugno 2005, il sito ufficiale della band riporta che il titolo del nuovo album è stato cambiato in A Different Kind of Pain. “Happens All the Time” è il primo singolo e video pubblicato. Poco prima di girare il video la band ha aggiunto il chitarrista di Las Vegas Mike Booth alla propria formazione. Lui appare nel video, ed è in tour con la band per alcuni mesi, dopodiché venne sostituito dal floridiano Zach Gilbert. L'album ha debuttato alla posizione numero 26 nella Billboard Albums charts, con oltre 36 000 copie vendute. La title track è stato pubblicato come secondo singolo, ma L'Atlantic non ha voluto un altro video. La maggior parte di A Different Kind of Pain fu scritto nella stanza della sorella di Ward, mentre lei sosteneva una lunga battaglia contro il cancro. E come è stato detto questo è il tema principale dell'intero album. Altri temi toccati nell'album sono: la fine della relazione con la fidanzata/madre di sua figlia, gli abusi fisici di una ragazza di 14 anni da parte del padre, e una madre alcolizzata (un tema ripreso da ognuno dei tre precedenti album).
Il 17 novembre 2006, un post su MySpace annunciò che la band decise di sciogliersi definitivamente. Ward annunciò in seguito che sia lui che McCandless avevano creato un side-project chiamato The Witch, ma adesso conosciuto come The Killer and the Star. Da quel post McCandless non è più stato menzionato al riguardo, ed il batterista dei Limp Bizkit John Otto è stato annunciato come session drummer sul disco. McCandless suonò la batteria nella band chiamata Carny.

### Reunion (2008-2010)
Il 25 luglio 2008, un blog scritto da Ward nel myspace dei The Killer and the Star ha confermato sia l'uscita di un album di b-side e rarità che un nuovo album dei Cold con la formazione originale previsto per l'Autunno del 2009. Nel gennaio del 2009 i Cold hanno annunciato ufficialmente le prime date del tour di riunione nella loro pagina ufficiale su MySpace.
I Cold aggiornarono la loro pagina di MySpace per promuovere il loro tour di riunione. Quando la pagina fu originariamente aggiornata la formazione consisteva in: Scooter Ward, Sam McCandless, Jeremy Marshall, Kelly Hayes e Terry Balsamo. Hayes, tuttavia, ha deciso di non andare in tour ed è stato sostituito da Joe Bennett, che lasciò la band nel luglio del 2009 ed è stato sostituito dall'ex chitarrista della band Zach Gilbert. Terry Balsamo è stato brevemente sostituito da Michael Harris degli Idiot Pilot, che ha anche suonato il basso nei The Killer and the Star.

### Superfiction, un Album Acustico ed i Progetti Futuri (2010–presente)
Secondo quanto pubblicato dalla band, le registrazioni del nuovo album (con working title Epic) erano state concluse e il disco sarebbe stato lanciato per l'estate 2010; intanto la band parte in tour con i Nonpoint.
Il 3 giugno 2010 Ward ha postato un aggiornamento su Facebook: "Hey gente, scusate il ritardo con il quale vi rispondo. A seguito degli impegni di tour previsti, ho deciso di trascorrere qualche giorno in più per mettere a punto il disco a New York. Attualmente sto lavorando per aggiungere armonie, chitarra ed archi alle canzoni. Lo so gente che voi avete atteso con pazienza e vi ringraziamo per capire. Noi naturalmente vogliamo che questo disco sia tutto ciò che può essere ed abbiamo scelto di prendere tutto questo tempo per farlo.
Ciò tuttavia prolungherà l'uscita del disco fino a tarda estate o inizio autunno. Questo disco è senza dubbio il disco più importante... "
L'11 agosto 2010 Ward ha aggiornato il blog ufficiale su MySpace: “Come va Cold Army? Abbiamo lasciato Jville per NYC ove registraremo altre 3 canzoni per il nuovo album. Tutti nei Cold sono super eccitati e pronti per darvi questo album. Il disco sarà pronto entro tre settimane, ed anche la data di pubblicazione verrà svelata. Ho fatto i salti mortali nella speranza di avere la data più vicina di uscita (come ho sempre fatto), ma continuiamo a scrivere grandi canzoni e quindi ad aggiungere brani a quelli già esistenti..."
Il 12 agosto 2010 Ward ha annunciato su MySpace che era in registrazione la batteria per il nuovo disco che ha ora un nuovo titolo, Wicked World.
Anche se inizialmente era previsto che fosse l'ultimo album della band, Ward ha detto su “Alternative Addiction” che i Cold continueranno a registrare ed andare in tour anche dopo l'uscita del quinto disco.
Nei mesi seguenti i Cold hanno aggiunto due nuove canzoni ("Welcome 2 My World" and "My Religion") nel loro MySpace. Stando a quanto riferito, l'album avrebbe contenuto dieci tracce, tra cui “Dream On” cover degli Aerosmith, "My Religion", "Star Of The Parade", "What Happens Now", and "Welcome 2 My World". In seguito, Ward rivelerà che la band spera di registrare e pubblicare un disco acustico nel prossimo futuro.
Il titolo dell'album viene poi cambiato da "Epic" a "Superfiction"; l'album è anticipato dal singolo "Wicked World", uscito il 10 maggio 2011, debuttante alla posizione 21 della classifica statunitense Mainstream Rock Songs. Dopo vari ritardi, Superfiction viene pubblicato il 18 luglio 2011 e debutta alla posizione numero 37 della Billboard Top 200 con 10,398 copie vendute. Il 13 gennaio 2012 viene pubblicato il secondo ed ultimo singolo estratto da Superfiction, "American Dream".
Alla pubblicazione di Superfiction segue un tour statunitense. Nel novembre 2012, dunque, sempre attraverso la pagina Facebook ufficiale, i Cold annunciano l'avvio delle registrazioni del album acustico che conterrà rivisitazioni in chiave acustica dei primi quattro album più altre rarità, b-side e quattro inediti. La band ha anche dichiarato che le tracce sarebbero state prima pubblicate man mano su iTunes singolarmente data la grossa mole di materiale, poi incise su disco. Inoltre, è stata esplicitata la loro intenzione di voler toccare, in un eventuale tour, San Pietroburgo e il Messico.
Nel luglio 2013, dunque, la band ha avviato anche una campagna Indiegogo per raccogliere fondi destinati alla realizzazione di un album live con la possibilità per i fan contribuenti di aggiudicarsi vari premi; nel frattempo proseguono anche i lavori per l'album acustico.
Nel maggio 2014, si tiene lo show live la cui registrazione formerà l'album live in lavorazione; si decide quindi di trasformare l'album live in un doppio album con data di pubblicazione ancora da definirsi: una metà contenente la performance live, l'altra contenente i b-side, gli inediti e le rarità precedentemente destinate all'album acustico; quest'ultimo, già pronto anch'esso, sarà invece pubblicato subito dopo il doppio disco.
L'11 novembre 2014, la band annuncia la dipartita dello storico bassista Jeremy Marshall, ora parte della band Fall To June. In sua sostituzione è stata reclutata la bassista Lindsay Manfredi, fan della band da tempo e già membro della band PictureYes. In dicembre la band inizierà le registrazioni per un nuovo album di inediti.
Il 13 marzo 2015, è stato annunciato che i Cold hanno firmato un contratto con l'etichetta Napalm Records per la realizzazione di un nuovo album e di un tour mondiale nel 2016.
L'8 luglio 2016, Scooter Ward annuncia che la band ritornerà in studio ad agosto per iniziare a lavorare al sesto album, annunciando anche il ritorno alle chitarre di Terry Balsamo.
Giorno 1 gennaio 2017 Nick Coyle (precedentemente facente parte di band come Lifer, The Drama Club e Stardog Champion) ha annunciato di essere entrato a far parte della band come loro nuovo chitarrista. Successivamente questo è stato confermato dalla band stessa.
L'11 gennaio 2017 i Cold sono entrati in studio per registrare il nuovo album.
Il 14 Gennaio 2018, Scooter Ward pubblicò un aggiornamento attraverso un post pubblicato sulla pagina Facebook ufficiale della band, dove annuncia che l'album ha passato le fasi finali di produzione e che annunceranno il titolo dell'album,l'artwork e la data di pubblicazione nel mese successivo. Inoltre ha anche annunciato l'entrata di Ethan York e Jonny Nova come nuovi membri della formazione .Terry Balsamo e Sam McCandless non faranno parte del nuovo album e del nuovo tour perché impegnati in altri progetti. Sam McCandless attualmente sta lavorando nel suo nuovo progetto, i The Cocky Bitches.
Il 13 settembre 2019 viene rilasciato il sesto album dal nome The Things We Can't Stop.

## Formazione

### Formazione attuale
- Scooter Ward – voce, tastiere, chitarra  (1996–2006, 2009 – presente)
- Lindsay Manfredi - basso (2014 – presente)
- Tony Kruszka - batteria (2021 - presente)
- Ed Cuozzo - chitarra (2023 - presente)
- Angelo Maruzzelli - chitarra (2023 - presente)

### Ex componenti
- Zach Gilbert - chitarra  (2005–2006, 2009–2016)
- Terry Balsamo - chitarra  (1999–2004, 2009 tour, 2016-2018)
- Drew Molleur - chitarra  (2010–2016)
- Jeremy Marshall – basso, backing vocals  (1996–2006, 2009–2014)
- Sam McCandles - batteria (1986 - 2006, 2009 - 2015, 2019 - 2021)
- Matt Loughran - chitarra  (nei Grundig, 1996, e nei Cold, 2004–2006)
- Kelly Hayes – chitarra  (1996–2004)
- Eddie Rendini - chitarra  (2004, deceduto)
- Mike Booth - chitarra, tastiere  (2005)
- Joe Bennett - chitarra  (2009 tour)
- Michael Harris - chitarra  (2009 tour)
- Pat Lally - basso (nei Grundig, 1996)
- Sean Lay - chitarra  (nei Grundig, 1996)
- Ethan York - batteria (2017 - 2019)
- Nick Coyle - chitarra (2017 - 2023), tastiere (2012 - 2023)
- Jonny Nova - chitarra (2018 - 2023), programming (2012 - 2023)

## Discografia

### Album in studio
- 1998 - Cold
- 2000 - 13 Ways to Bleed on Stage
- 2003 - Year of the Spider
- 2005 - A Different Kind of Pain
- 2011 - Superfiction
- 2019 - The Things We Can't Stop

### EP
- 1998 - Oddity EP
- 2000 - Project 13
- 2000 - Something Wicked This Way Comes
- 2003 - Acoustic EP

### Singoli
- 1998 - Go Away
- 1998 - Give
- 2000 - Just Got Wicked
- 2001 - No One
- 2001 - End Of The World
- 2001 - Bleed
- 2002 - Gone Away
- 2003 - Stupid Girl
- 2003 - Suffocate
- 2005 - Happens All The Time
- 2005 - A Different Kind Of Pain
- 2011 - Wicked World
- 2012 - American Dream